# Основа (станция)
Осно́ва (укр. Основа) — сортировочная внеклассная станция Харьковского железнодорожного узла Изюмского и Купянского направлений. Станция расположена в городе Харьков в районе Новая Основа. Относится к Харьковской дирекции Южной железной дороги.
Станция является крупным железнодорожным узлом, от неё железнодорожные пути идут в нескольких направлениях: к станции Харьков-Пассажирский (8 км), Харьков-Левада (6 км), Люботин (25 км), Изюм (128 км), Купянск-Узловой (121 км), Золочев в пгт. Зо́лочев (60 км).
На станции останавливаются пригородные электропоезда (ЭР2, ЭР2Р, ЭР2Т) золочевского, изюмского, змиевского и чугуевского направлений.

## История
В 1908 году началось строительство Северо-Донецкой железной дороги (Харьков — Изюм — Донбасс и Харьков — Льгов), на которой строилась станция Основа по проекту инженера Юлия Пешеля.
В 1910 году было завершено строительство линии Готня—Лиман, на которой была открыта станция Основа. Тогда же по линии началось движение поездов.
По другим данным, станция была открыта в 1911 году — одновременно с открытием паровозного депо «Основа» (сейчас ТЧ-3 «Основа» Южной железной дороги), которое прошло 15 сентября 1911 года. Депо обслуживало линии Основа—Готня и Основа—Лиман.
В 1929 году была построена южная, а в 1933 году — северная сортировочные горки.
- 1941, 24 октября — оккупирована вермахтом.
- 1943, 29 августа[8] — освобождена Советской армией (на 6 дней позже центра города).

В 1958 году станция была электрифицирована постоянным током.
В 1961 году был электрифицирован участок Основа — Славяногорск (Святогорск) и переведено на тепловозную тягу линию Харьков — Готня. Примерно в это же время станция была оборудована электрической централизацией стрелочных переводов.
В 1984 году тут был сформирован первый в СССР тяжеловесный состав массой в 33,05 тыс. т., который состоял из 428 вагонов и пяти тепловозов (3 трёхсекционных и 2 двухсекционных). Состав прошёл маршрутом Основа—Готня—Сумы—Ворожба.
В 1987 году к станции Основа была присоединена станция Безлюдовка как Безлюдовский парк.
В 2008 году вокзальное помещение станции было реконструировано.

## Путевое развитие
На станции 104 железнодорожных пути, 386 стрелочных переводов.
I—IV колеи используются для посадки и высадки пассажиров. К пути I выходит 1-я платформа, в путям II — 2-я, а к III и IV пути — 3-я высокая платформа.
От станции отходят подъездные пути ко многим предприятиям города (ЮжТрансСтрой, ХарьковГаз, и другие).
Общая длина станции составляет 14,5 км, площадь — 237 га.

## Строения
Первое вокзальное помещение было построено по проекту Юлия Пешеля. В годы Великой Отечественной войны здание было разрушено. 22 сентября 1951 года было введено в эксплуатацию современное станционное строение.
В 2008 году здание вокзала было капитально отремонтировано.
Для обеспечения перехода людей через колеи используется тоннель длинной около 200 метров, а для доступа на пассажирские платформы — пешеходный мост.

## Железнодорожные предприятия
На станции Основа базируется локомотивное депо «Основа» (ТЧ-3 Южной железной дороги), вагонное депо «Основа» (ВЧД-3 Южной железной дороги), а также колейная машинная станция (КМС-39) и строительно-монтажный поезд (СМП-655).
Также на станции находятся службы Основянской дистанции пути (ПЧ-7), дистанция электроснабжения (ЭЧ-7) и дистанция сигнализации и связи (ШЧ-5).